# درجه‌های نیروهای مسلح تاجیکستان
درجه‌های نیروهای مسلح جمهوری تاجیکستان سامانه‌ای منظم برای تشخیص سلسله مراتب در نیروهای مسلح تاجیکستان است.
درجه‌بندی نظامی نیروهای مسلح تاجیکستان بازمانده از ارتش اتحاد جماهیر شوروی سوسیالیستی و همسان با درجه‌های نیروهای مسلح روسیه است. تاجیکستان پس از فروپاشی اتحاد جماهیر شوروی نام روسی درجه‌های نظامی را نگه داشت. این درجه‌ها را مجلس نمایندگان تاجیکستان به شرح ذیل مقرر کرده است:
| افسران                 | افسران    | افسران    | افسران                 | افسران                 | افسران                    | افسران                    | افسران                    | افسران                    | افسران                | افسران                | افسران            | افسران            | افسران               | افسران               | افسران        | افسران        | افسران          | افسران          | افسران                   | افسران                   | افسران            | افسران            | افسران                  |                         |
| نیروهای مسلح تاجیکستان | سالاران   | سالاران   | سالاران                | سالاران                | سالاران                   | سالاران                   | سالاران                   | سالاران                   | سالاران               | سالاران               | سرداران           | سرداران           | سرداران              | سرداران              | سرداران       | سرداران       | سرکردگان        | سرکردگان        | سرکردگان                 | سرکردگان                 | سرکردگان          | سرکردگان          | سرکردگان                | سرکردگان                |
| ---------------------- | --------- | --------- | ---------------------- | ---------------------- | ------------------------- | ------------------------- | ------------------------- | ------------------------- | --------------------- | --------------------- | ----------------- | ----------------- | -------------------- | -------------------- | ------------- | ------------- | --------------- | --------------- | ------------------------ | ------------------------ | ----------------- | ----------------- | ----------------------- | ----------------------- |
| درجه‌های پیشنهادی       |           |           | تاجیکی: Генерали артиш | تاجیکی: Генерали артиш | تاجیکی: Генерал-полковник | تاجیکی: Генерал-полковник | تاجیکی: Генерал-лейтенант | تاجیکی: Генерал-лейтенант | تاجیکی: Генерал-майор | تاجیکی: Генерал-майор | تاجیکی: Полковник | تاجیکی: Полковник | تاجیکی: Подполковник | تاجیکی: Подполковник | تاجیکی: Майор | تاجیکی: Майор | تاجیکی: Капитан | تاجیکی: Капитан | تاجیکی: Лейтенанти калон | تاجیکی: Лейтенанти калон | تاجیکی: Лейтенант | تاجیکی: Лейтенант | تاجیکی: Лейтенанти хурд | تاجیکی: Лейтенанти хурд |
| درجه‌های پیشنهادی       | ارتش‌سالار | ارتش‌سالار | سپه‌سالار               | سپه‌سالار               | لشکرسالار                 | لشکرسالار                 | گندسالار                  | گندسالار                  | سرهنگ                 | سرهنگ                 | سرهنگیار          | سرهنگیار          | سرگرد                | سرگرد                | سروان         | سروان         | تهم‌آرا          | تهم‌آرا          | تهم‌دار                   | تهم‌دار                   | تهم‌آور            | تهم‌آور            |                         |                         |
| برابرهای ایرانی        | ارتشبد    | ارتشبد    | ارتشبد                 | ارتشبد                 | سپهبد                     | سپهبد                     | سرلشکر                    | سرلشکر                    | سرتیپ                 | سرتیپ                 | سرهنگ             | سرهنگ             | سرهنگ دوم            | سرهنگ دوم            | سرگرد         | سرگرد         | سروان           | سروان           | ستوان یکم                | ستوان یکم                | ستوان دوم         | ستوان دوم         | ستوان سوم               | ستوان سوم               |

| درجه‌داران و سربازان    | درجه‌داران و سربازان      | درجه‌داران و سربازان      | درجه‌داران و سربازان | درجه‌داران و سربازان | درجه‌داران و سربازان | درجه‌داران و سربازان | درجه‌داران و سربازان    | درجه‌داران و سربازان    | درجه‌داران و سربازان | درجه‌داران و سربازان | درجه‌داران و سربازان   | درجه‌داران و سربازان   | درجه‌داران و سربازان | درجه‌داران و سربازان | درجه‌داران و سربازان |                |
| نیروهای مسلح تاجیکستان | درجه‌داران                | درجه‌داران                | درجه‌داران           | درجه‌داران           | گروهبانان           | گروهبانان           | گروهبانان              | گروهبانان              | گروهبانان           | گروهبانان           | گروهبانان             | گروهبانان             | سربازان             | سربازان             | سربازان             | سربازان        |
| ---------------------- | ------------------------ | ------------------------ | ------------------- | ------------------- | ------------------- | ------------------- | ---------------------- | ---------------------- | ------------------- | ------------------- | --------------------- | --------------------- | ------------------- | ------------------- | ------------------- | -------------- |
| درجه‌های پیشنهادی       | تاجیکی: Прапоршики калон | تاجیکی: Прапоршики калон | تاجیکی: Прапоршик   | تاجیکی: Прапоршик   | تاجیکی: Старшина    | تاجیکی: Старшина    | تاجیکی: Сержанти калон | تاجیکی: Сержанти калон | تاجیکی: Сержант     | تاجیکی: Сержант     | تاجیکی: Сержанти хурд | تاجیکی: Сержанти хурд | تاجیکی: Ефрейтор    | تاجیکی: Ефрейтор    | تاجیکی: Қаторӣ      | تاجیکی: Қаторӣ |
| درجه‌های پیشنهادی       | رزم‌ساز                   | رزم‌ساز                   | رزم‌پرداز            | رزم‌پرداز            | رزم‌آزما             | رزم‌آزما             | رزم‌آرا                 | رزم‌آرا                 | رزم‌دار              | رزم‌دار              | رزم‌آور                | رزم‌آور                | رزم‌یوز              | رزم‌یوز              | سرباز               | سرباز          |
| برابرهای ایرانی        | استوار یکم               | استوار یکم               | استوار دوم          | استوار دوم          | —                   | —                   | گروهبان یکم            | گروهبان یکم            | گروهبان دوم         | گروهبان دوم         | گروهبان سوم           | گروهبان سوم           | سرجوخه              | سرجوخه              | سرباز               | سرباز          |

## فارسی‌سازی درجه‌های نظامی تاجیکستان
وزارت دفاع تاجیکستان در سال ۱۳۹۷ خواستار فارسی‌سازی درجه‌های نظامی نیروهای مسلح این کشور شد و از کمیته زبان واصطلاحات تاجیکستان درخواست کرد برابرهایی فارسی برای درجه‌های نظامی روسی پیشنهاد کند.
امید جیهانی، عضو کارگروه مشترک واژه‌گزینی کمیتهٔ زبان و اصطلاحات و وزارت دفاع تاجیکستان، اصطلاحات ارتش، سپاه، لشکر، گند، هنگ، گردان، وشت، تهم، رده و گروه را به ترتیب به جای وام‌واژه‌های روسی ارمیه (армия)، کارپوس (корпус)، دیویزیه (дивизия)، بریگده (бригада)، پالک (полк)، بتلیان (батальон)، راته (рота)، وزواد (взвод)، آتدیلینیه (отделение) و زوینا (звено) پیشنهاد کرد. وی همچنین از این اصطلاحات برای فرماندهان این یگان‌های ارتشی، به ترتیب، درجه‌های ارتش‌سالار، سپه‌سالار، لشکرسالار، گندسالار، سرهنگ، سرگرد، سروان، تهم‌آرا، رزم‌آور و رزم‌یوز را پیشنهاد کرد، که از اصطلاحات و القاب و مناصب نظامی دوران اشکانیان، ساسانیان، سامانیان و درجه‌های نیروهای مسلح ایران برگرفته یا از روی آنها ساخته شده‌اند.
کمیته زبان و اصطلاحات با پیروی از اصول تاریخ‌گرایی، تداوم، یکسان‌سازی و استانداردسازی اصطلاحات نظامی بین کشورهای فارسی‌زبان، در سال ۲۰۱۸ از وزارت دفاع جمهوری تاجیکستان دعوت کرد تا نام تشکیلات را به نام‌های تاریخی واحدها را به شرح زیر احیا کند:
بر اساس این واقعیت که در زبان تاجیکی، درجات نظامی به‌طور سنتی از نام واحدها و تشکیلات گرفته می‌شوند، سیستم درجات نظامی زیر برای نیروهای مسلح تاجیکستان پیشنهاد شد:
| واحدها    | واحدها     | معنی و ریشه‌شناسی | درجه                    | درجه       | معنی و ریشه‌شناسی |
| --------- | ---------- | --- | ----------------------- | ---------- | --- |
| نام روسی  | نام تاجیکی | معنی و ریشه‌شناسی | ارتش روسیه              | پیشنهادی   | معنی و ریشه‌شناسی |
|           |            | | Private                 | سرباز      | ت.ت. 'risking one's head' (from sar "head" + bāz "to lose, to let go") |
|           |            | | Lance corporal          | رزم‌یار     | ت.ت. 'inspiring to fight' < razm-yōz (from razm "combat" < *razma- "formation" < *raźman- "order of battle" + yōz < *i̯auź-: i̯uź- "stimulate; stir up; seeker")                           |
| Squad     | Rada       | radag is a Middle Persian term (from ratak- "line, rank, row" < Proto-Iranic *rata-ka- "row") denoting military units originally consisting of 10 men in the Parthian and Sasanian armies | Corporal                | رزم‌آور     | ت.ت. 'leading into battle' (from razm + -āvar: -var "to lead" < *bara- "leader" < √*bar- "to lead")                                                                                      |
|           |            | | Sergeant                | Razmdār    | ت.ت. 'holder of the battle formation' (from razm + dār < dār < *dār(a)- < Proto-Iranic *dārai̯a- "to hold")                                                                               |
|           |            | | Staff Sergeant          | Razmārā    | ت.ت. 'who arrays troops; experienced in warfare; adorning the battle-field, an accomplished warrior' (from razm + ārāy- "to equip (army), to arrange; put in order" < *ā-rāda- < √*rād-) |
|           |            | | Sergeant First Class    | Razmāzmā   | ت.ت. 'skilled or accomplished in warfare; skilled in war, war-like' (from razm + āzmāy "to measure, to test" < پارسی میانه: uzmāy-‎ < *uz-māya- < √*māy-)                                 |
|           |            | | Warrant officer class 2 | Razmpardāz | ت.ت. 'who prepares the soldiers for battle' (from razm + pardāz "to prepare, to arrange" < *para-tāča- < √*tak- "to run; to attack")                                                     |
|           |            | | Warrant officer class 1 | Razmsāz    | ت.ت. 'intent on combat; putting in battle array' (from razm + sāz < sāč-: sāxtan "to make, to prepare, to arrange" < *sāča- < √*sak- "to be ready, to be able")                          |
| Platoon   | Tahm       | taḥm is a Middle Persian term (from taḥmīh "force" < *taxma- < √*tak-) denoting military units originally consisting of 50 — 100 men in the Parthian and Sasanian armies                  | Third lieutenant        | Tahmāvar   | ت.ت. 'chief of a tahm; platoon commander' (from tahm + -āvar: -var) |
|           |            | | Second lieutenant       | Tahmdār    | taḥmdār is a Parthian term (from taḥm + dār ت.ت. 'commander of a taḥm' in the Parthian army), which probable is a calque from the Ταγματάρχης which means "commander of a tagma"         |
|           |            | | First lieutenant        | Tahmārā    | ت.ت. 'who arrays or marshals troops; platoon commander' (from tahm + ārāy-) |
| Company   | Vašt       | wašt is a Middle Persian term (from wast meaning one hundred) denoting military units originally consisting of 100 men in the Parthian and Sasanian armies                                | Captain                 | Sarvān     | ت.ت. 'chief; captain' (from sar "head, chief" + -vān < -bān < pāna- "keeper, guard" < *√pā- "to protect")                                                                                |
| Battalion | Gordān     | ت.ت. 'battalion' (plural of gord "hero" < gurd < Proto-Iranic vr̥ta- < √*vr̥t-: *vart- "to protect; to resist")                                                                             | Major                   | Sargord    | ت.ت. 'major' (from sar "head, chief" + gord "commander of a group of troops") |
|           |            | | Lieutenant colonel      | Sarhangyār | ت.ت. 'deputy of the colonel' (from sarhang "colonel" + -yār "assistant, deputy") |
| پولک      | هنگ        | Colonel | سرهنگ"                  |            | |
| بریگاده   | گند        | Brigadier general | گندسالار                |            | |
| دیویزیه   | لشکر       | گینرال لیتنانت | لشکرسالار               |            | |
| کورپوس    | سپاه       | Lieutenant general | سپه‌سالار                |            | |
| ارمیه     | ارتش       | General | ارتش‌سالار               |            | |

سیستم پیشنهادی رتبه‌بندی نظامی تاجیکستان به شورای امنیت ملی تاجیکستان ارسال شد.

## تاریخچهٔ درجه‌های نظامی در ایران باستان
ارتش ایران باستان از چندین گروه‌بندی قابل کنترل تحت فرماندهی یک نفر تشکیل شده بود. این گروه‌بندی‌ها مبتنی بر سیستم شمارش دهدهی بود. برای مثال در ارتش هخامنشیان کوچک‌ترین یگان از ۱۰ نفر سرباز تشکیل شده بود که به آن دَثه (پارسی باستان: daθa «دهه») می‌گفتند و فرمانده آن یک دثه‌پَتی (پارسی باستان: daθapati «ده‌بد») بود. پس از آن یگان ۱۰۰ نفری بود که به آن ثتَه (پارسی باستان: θata «صده») می‌گفتند و فرمانده آن یک ثته‌پتی (پارسی باستان: θatapati «صدبد») بود. یک یگان ۱۰۰۰ نفره هزاره (پارسی باستان: hazāra) نام داشت که فرمانده آن هزاره‌پتی (پارسی باستان: hazārapati هزاربد) خوانده می‌شد و یک یگان ۱۰٬۰۰۰ نفری بَیوَره (پارسی باستان: baivara) نامیده می‌شد که فرمانده آن یک بیوره‌پتی (پارسی باستان: baivarapati «بیوربد») بود. کل نیروهای مسلح هخامنشیان سپاده (پارسی باستان: spāda- «سپاه») و فرمانده کل نیروهای مسلح سپاده‌پَتی (پارسی باستان: spādapati «سپاهبد») خوانده می‌شدند.
در زمان اشکانیان نیز نیروهای مسلح سپاذ (پارتی: spāδ) و فرمانده کل نیروهای مسلح سپاذبد (پارتی: spāδbad) خوانده می‌شدند. اما در سپاه اشکانیان صده‌ها «وَست» (پارتی: wast)، هزاره‌ها «درفش» (پارتی: drafš) و بَیوَره‌ها «گُند» (پارتی: gund) نامیده می‌شدند. فرماندهان این یگان‌ها «وست‌سالار» (پارتی: wast-sālār)، «درفش‌سالار» (پارتی: drafš-sālār) و «گند سالار» (پارتی: gund-sālār) نامیده می‌شدند.
در زمان ساسانیان نیز سپاه (پارسی میانه: spāh) بر پایه سیستم شمارش دهدهی گروهبندی می‌شد، فرمانده آن سپاهبد (پارسی باستان: spāhbed) خوانده می‌شد. دهه‌ها رده (پارسی میانه: radag) و صده‌ها تَهم (پارسی میانه: tahm) نامیده و فرمانده آن تهم‌دار (پارسی میانه: tahmdār) خوانده می‌شدند. یگان‌های ۵۰۰ نفره «وَشت» (پارسی میانه: wašt) و فرمانده آن وشت سالار (پارسی میانه: wašt-sālār) نام داشته‌اند. یک یگان ۱۰۰۰ نفره درفش (پارسی میانه: drafš) نام داشت که فرمانده آن درفش سالار (پارسی میانه: drafš-sālār) خوامده می‌شد و یک یگان ۵٬۰۰۰ نفری گند (پارسی میانه: gund) نامیده می‌شد که فرمانده آن یک گندسالار (پارسی میانه: gund-sālār) بود.